# William Buckland
William Buckland DD, FRS (12 tháng 3 năm 1784 – 14 tháng 8 năm 1856) là một nhà thần học người Anh, từng được bổ nhiệm làm Niên trưởng Tu viện Westminster. Ông cũng là một nhà địa chất và cổ sinh vật học.
Buckland đã viết bản tường thuật đầy đủ đầu tiên về một loài khủng long hóa thạch, mà ông đặt tên là Megalosaurus. Công trình của ông đã chứng minh rằng Hang Kirkdale ở Bắc Yorkshire từng là hang ổ của linh cẩu thời tiền sử, nhờ đó ông đã được trao tặng Huy chương Copley. Công trình này được ca ngợi là một ví dụ về cách phân tích khoa học có thể tái tạo các sự kiện trong quá khứ xa xôi. Ông là người tiên phong trong việc sử dụng phân hóa thạch để tái tạo hệ sinh thái, đặt ra thuật ngữ phân hóa thạch.
Buckland đã tuân theo Thuyết khoảng cách khi diễn giải lời tường thuật trong Thánh Kinh về Sáng thế ký như hai giai đoạn sáng tạo tách biệt nhau. Thuyết này đã xuất hiện như một cách để hòa giải lời tường thuật trong Thánh Kinh với những khám phá về địa chất cho thấy trái đất đã rất cũ. Vào đầu sự nghiệp, Buckland tin rằng ông đã tìm thấy bằng chứng về trận đại hồng thủy trong Thánh Kinh, nhưng sau đó ông thấy rằng thuyết băng hà của Louis Agassiz đưa ra lời giải thích tốt hơn và đóng vai trò quan trọng trong việc thúc đẩy thuyết này.

## Cuộc sống đầu đời

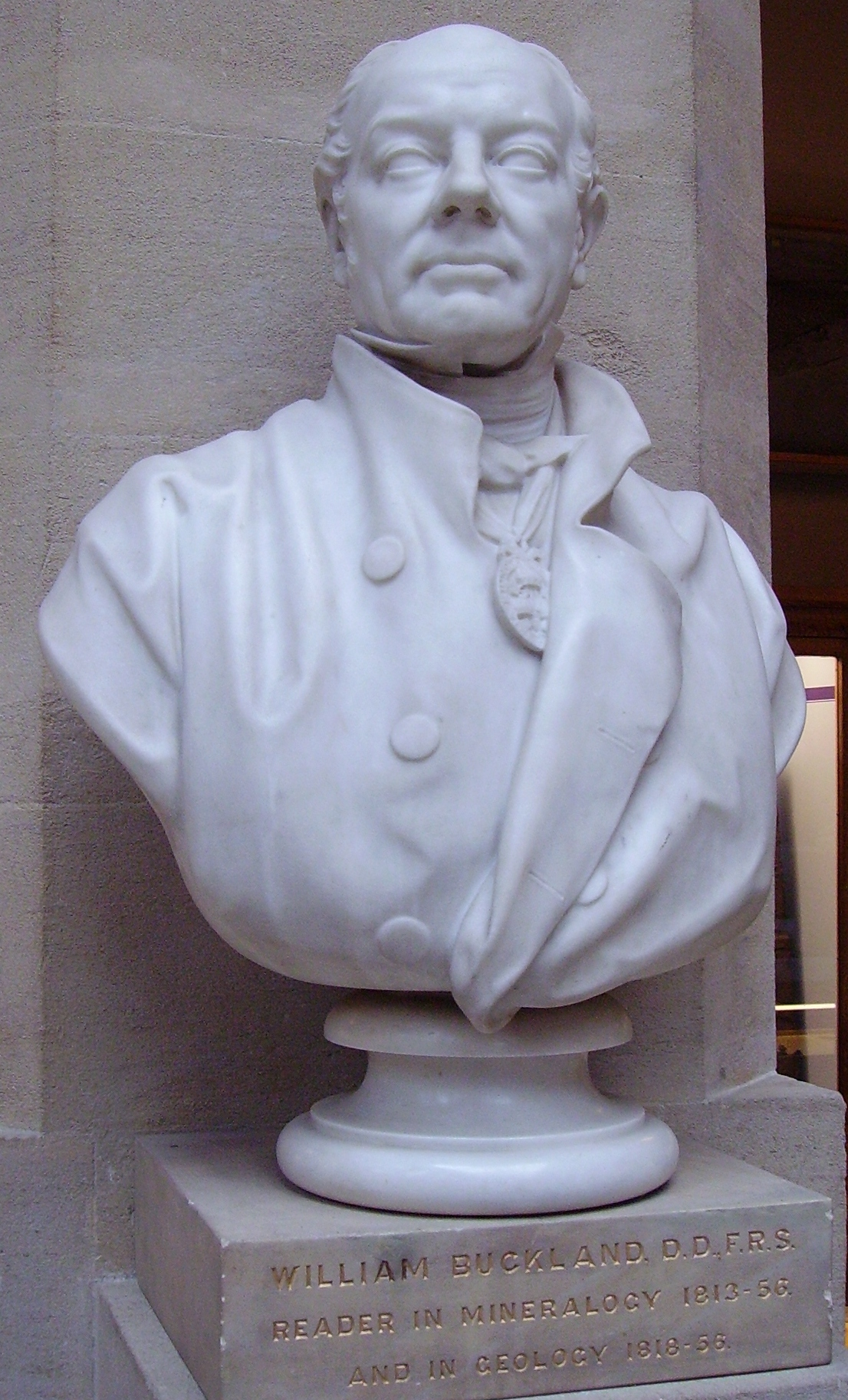
Tượng bán thân miêu tả mục sư Buckland tại Bảo tàng Lịch sử Tự nhiên Đại học Oxford

Buckland sinh ra tại Axminster ở Devon và khi còn nhỏ, ông thường đi cùng cha mình, vốn là mục sư xứ Templeton và Trusham, trong những chuyến đi bộ, nơi ông quan tâm đến việc cải thiện đường sá dẫn đến việc thu thập mẫu hóa thạch, bao gồm cả vỏ hóa thạch Ammonoidea, từ những tảng đá Lias đầu kỷ Jura lộ ra trong các mỏ đá địa phương.
Đầu tiên, ông được gia đình cho theo học tại Blundell's School, Tiverton, Devon, và sau đó tại Winchester College, nơi ông giành được học bổng vào Corpus Christi College, Oxford, nhập học năm 1801 và tốt nghiệp Cử nhân năm 1805. Ông cũng tham dự các bài giảng của John Kidd về khoáng vật học và hóa học, phát triển mối quan tâm đến địa chất và thực hiện nghiên cứu thực địa về các tầng trong các kỳ nghỉ của mình. Ông tiếp tục lấy bằng Thạc sĩ vào năm 1808, trở thành nghiên cứu viên của Corpus Christi vào năm 1809 và được thụ phong linh mục. Ông tiếp tục thực hiện các chuyến đi khảo sát địa chất thường xuyên, trên lưng ngựa, đến nhiều vùng khác nhau của Anh, Scotland, Ireland và xứ Wales.
Năm 1813, Buckland được bổ nhiệm làm Giảng viên về khoáng vật học, kế nhiệm John Kidd, đưa ra những bài giảng sôi nổi và phổ biến với sự nhấn mạnh ngày càng tăng về địa chất và cổ sinh vật học. Là người giám tuyển không chính thức của Bảo tàng Ashmolean, ông đã xây dựng các bộ sưu tập, đi khắp châu Âu và tiếp xúc với các học giả bao gồm Georges Cuvier.

## Sự nghiệp, công việc và khám phá

### Bác bỏ địa chất lũ lụt và hang động Kirkdale

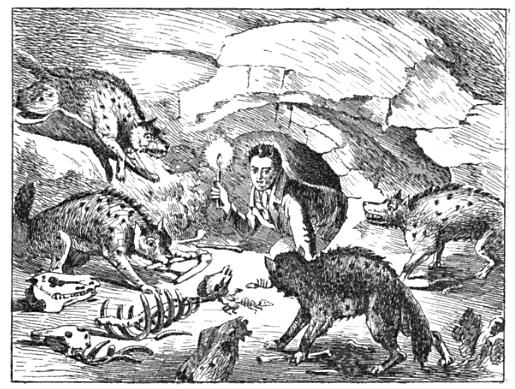
William Conybeare đã vẽ bức tranh về Buckland thò đầu vào hang linh cẩu thời tiền sử vào năm 1822 để kỷ niệm phân tích mang tính đột phá của Buckland về các hóa thạch được tìm thấy trong Hang Kirkdale.

Năm 1818, Buckland được bầu làm thành viên của Hội Vương thất. Năm đó, ông được Nhiếp chính vương George trao cho chức danh Readership về Địa chất, và ông trở thành người đầu tiên giữ chức danh mới này, đọc diễn văn nhậm chức vào ngày 15 tháng 5 năm 1819. Bài diễn văn này được xuất bản năm 1820 với tựa đề Vindiciæ Geologiæ; hay Sự kết nối của Địa chất với Tôn giáo được giải thích, vừa biện minh cho khoa học mới về địa chất vừa hòa giải bằng chứng địa chất với các tường thuật trong Thánh Kinh về thần thoại sáng thế và trận đại hồng thủy.
Vào thời điểm mà những người khác đang chịu ảnh hưởng trái ngược bởi thuyết Đồng nhất luận của James Hutton, Buckland đã phát triển một giả thuyết mới rằng từ "khởi đầu" trong Sáng thế ký có nghĩa là một khoảng thời gian không xác định giữa nguồn gốc của trái đất và sự sáng tạo của cư dân hiện tại, trong đó một loạt các cuộc tuyệt chủng và sự tái sinh, tiến hoá liên tiếp của các loài thực vật và động vật mới đã xảy ra. Do đó, Thuyết biến họa của ông đã kết hợp một phiên bản của thuyết sáng tạo Trái đất cũ hoặc thuyết sáng tạo Khoảng trống. Buckland tin vào một trận đại hồng thủy toàn cầu vào thời của Noah nhưng không phải là người ủng hộ địa chất lũ lụt vì ông tin rằng chỉ một lượng nhỏ các tầng có thể được hình thành trong một năm duy nhất xảy ra trận đại hồng thủy.
Từ các cuộc điều tra về xương hóa thạch tại Hang Kirkdale, ở Yorkshire, ông kết luận rằng hang thực sự đã có linh cẩu sinh sống vào thời tiền hồng thủy, và ông cho rằng các hóa thạch là tàn tích của những con linh cẩu này và những loài động vật mà chúng đã dùng làm thức ăn, chứ không phải là tàn tích của những loài động vật đã chết trong trận Đại hồng thủy và sau đó được dòng nước dâng cao cuốn trôi khỏi vùng nhiệt đới, như ông và những người khác đã nghĩ lúc đầu. Năm 1822, ông viết:
Có lẽ đã xuất hiện khả năng, từ những sự kiện được mô tả ở trên, đặc biệt là từ tình trạng bị nghiền nát và tình trạng rõ ràng bị gặm nhấm của xương, rằng hang động ở Kirkdale, trong suốt nhiều năm liên tiếp, là nơi sinh sống của linh cẩu, và chúng đã kéo vào các hốc của hang động những xác động vật khác mà xương của chúng được tìm thấy trộn lẫn bừa bãi: phỏng đoán này gần như được chứng minh là chắc chắn bởi phát hiện của tôi, về nhiều viên phân nhỏ chứa vôi rắn của một loài động vật đã ăn xương... Người trông coi Vườn thú ở Exeter Change đã nhận ra ngay từ cái nhìn đầu tiên rằng chúng giống về cả hình dạng và vẻ ngoài với phân của linh cẩu đốm hoặc linh cẩu mũi đất, loài mà ông ta tuyên bố là đã ăn xương tất cả các loài vật khác...
Mặc dù bị một số người chỉ trích, nhưng phân tích của Buckland về Hang Kirkland và các hang động xương khác được công nhận rộng rãi là mô hình cho thấy cách phân tích cẩn thận có thể được sử dụng để tái tạo quá khứ của Trái Đất, và Hội Vương thất đã trao tặng Buckland Huy chương Copley vào năm 1822, cho bài báo của ông về Hang Kirkdale. Tại buổi thuyết trình, chủ tịch của hội là Humphry Davy, đã phát biểu:
Bằng những cuộc điều tra này, một kỷ nguyên riêng biệt đã được thiết lập trong lịch sử các cuộc cách mạng về địa cầu của chúng ta: một điểm cố định mà từ đó các nghiên cứu của chúng ta có thể được theo đuổi qua sự bao la của các thời đại, và các ghi chép về thiên nhiên hữu tình, như thể được đưa ngược trở lại thời điểm sáng thế.
Sự phân tích của Buckland đã thuyết phục ông rằng những chiếc xương được tìm thấy trong Hang Kirkdale không bị một trận hồng thủy toàn cầu cuốn vào hang, ông vẫn tin rằng lớp bùn mỏng bao phủ phần còn lại của hang linh cẩu đã được lắng đọng trong 'Trận hồng thủy toàn cầu' sau đó. Ông đã phát triển những ý tưởng này thành tác phẩm khoa học vĩ đại của mình với tiêu đề Reliquiæ Diluvianæ, hay Quan sát về Di tích hữu cơ chứng thực cho Hành động của một trận Hồng thủy toàn cầu được xuất bản vào năm 1823 và trở thành một cuốn sách bán chạy nhất. Tuy nhiên, trong thập kỷ tiếp theo khi địa chất tiếp tục tiến triển, Buckland đã thay đổi suy nghĩ của mình. Trong Luận thuyết Bridgewater nổi tiếng của mình, được xuất bản vào năm 1836, ông thừa nhận rằng lời tường thuật trong Thánh Kinh về trận hồng thủy của Noah không thể được xác nhận bằng cách sử dụng bằng chứng địa chất. Đến năm 1840, ông đã tích cực thúc đẩy quan điểm cho rằng những gì được thế hệ các nhà địa chất mới như Charles Lyell giải thích là bằng chứng về "Trận hồng thủy toàn cầu" hai thập kỷ trước đó, và sau đó là bằng chứng về sự ngập lụt sâu, thực chất là bằng chứng về một thời kỳ băng hà lớn.

### Khủng long Megalosaurus

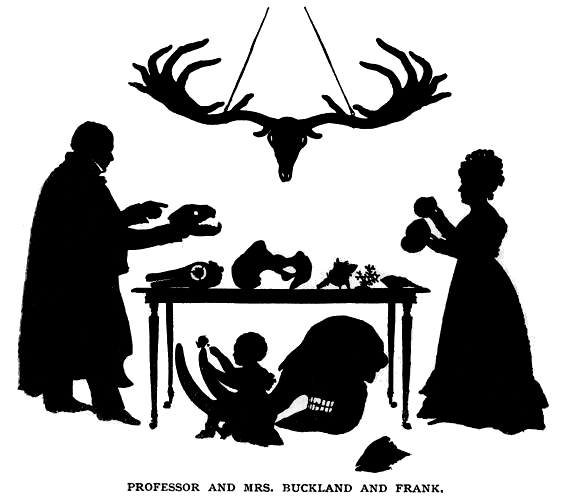
Hình vẽ rọi bóng miêu tả gia đình Buckland

Ông tiếp tục sống và làm việc tại Corpus Christi College và vào năm 1824, ông trở thành chủ tịch của Hiệp hội Địa chất London. Tại đây, ông đã công bố phát hiện ra xương hóa thạch của một loài bò sát khổng lồ tại Stonesfield mà ông đặt tên là Megalosaurus ('thằn lằn lớn') và viết bản tường trình đầy đủ đầu tiên về loài mà sau này được gọi là khủng long.
Năm 1825, Buckland được bầu làm Thành viên danh dự nước ngoài của Viện Hàn lâm Khoa học và Nghệ thuật Hoa Kỳ. Năm đó, ông từ chức college fellowship: ông dự định sẽ sống và làm việc tại Stoke Charity ở Hampshire nhưng trước khi có thể nhận chức, ông đã được phong làm Kinh sĩ của Christ Church, Oxford, một phần thưởng xứng đáng cho sự xuất sắc trong học tập mà không phải chịu trách nhiệm hành chính nghiêm ngặc.

### Hôn nhân
Vào tháng 12 năm 1825, ông kết hôn với Mary Morland ở Abingdon, Oxfordshire, một họa sĩ minh họa và nhà sưu tập hóa thạch tài năng. Tuần trăng mật của họ là một năm du lịch khắp châu Âu, với các chuyến thăm và gặp gỡ các nhà địa chất học và các địa điểm địa chất nổi tiếng. Bà tiếp tục hỗ trợ ông trong công việc, cũng như đẻ ra 9 người con, 5 người trong số họ sống sót đến tuổi trưởng thành. Con trai ông là Frank Buckland đã trở thành một nhà tự nhiên học, tác giả và Thanh tra nghề cá hồi (Inspector of Salmon Fisheries) nổi tiếng.
Có một lần, Mary đã giúp ông giải mã các dấu chân được tìm thấy trên một phiến đá sa thạch bằng cách phủ hồ dán lên bàn bếp, sau đó ông lấy con rùa cưng của họ đặt lên và so sánh 2 dấu chân và nhận định rằng, dấu chân rùa trùng khớp với dấu chân hóa thạch. Con gái ông, tác giả Elizabeth Oke Buckland Gordon, đã viết một cuốn tiểu sử về cha mình bao gồm các phụ lục về các vị trí mà Buckland được bổ nhiệm, tư cách thành viên của ông trong các hiệp hội chuyên nghiệp và một chỉ mục các ấn phẩm của ông.

### Quý bà đỏ của Paviland
Vào ngày 18 tháng 1 năm 1823, Buckland đi bộ vào Hang Paviland ở phía nam xứ Wales, nơi ông phát hiện ra một bộ xương mà ông đặt tên là Quý bà đỏ của Paviland, vì lúc đầu ông cho rằng đó là hài cốt của một gái mại dâm địa phương. Mặc dù Buckland tìm thấy bộ xương trong Hang Paviland ở cùng tầng với xương của các loài động vật có vú đã tuyệt chủng (bao gồm cả voi ma mút), Buckland có cùng quan điểm với Georges Cuvier: "không có con người nào cùng tồn tại với bất kỳ loài động vật nào đã tuyệt chủng". Buckland cho rằng sự hiện diện của bộ xương ở đó là do trong quá trình xây dựng các công sự tiền La Mã, người ta đã vô hình làm cho hài cốt rơi xuống lớp cũ hơn.
Các xét nghiệm dữ liệu cacbon đã xác định được niên đại của bộ xương, hiện được biết là của nam giới có niên đại khoảng 33.000 năm trước hiện tại (BP). Đây là con người hiện đại lâu đời nhất về mặt giải phẫu được tìm thấy ở Vương quốc Anh.

### Phân hóa thạch và chuỗi thức ăn Liassic

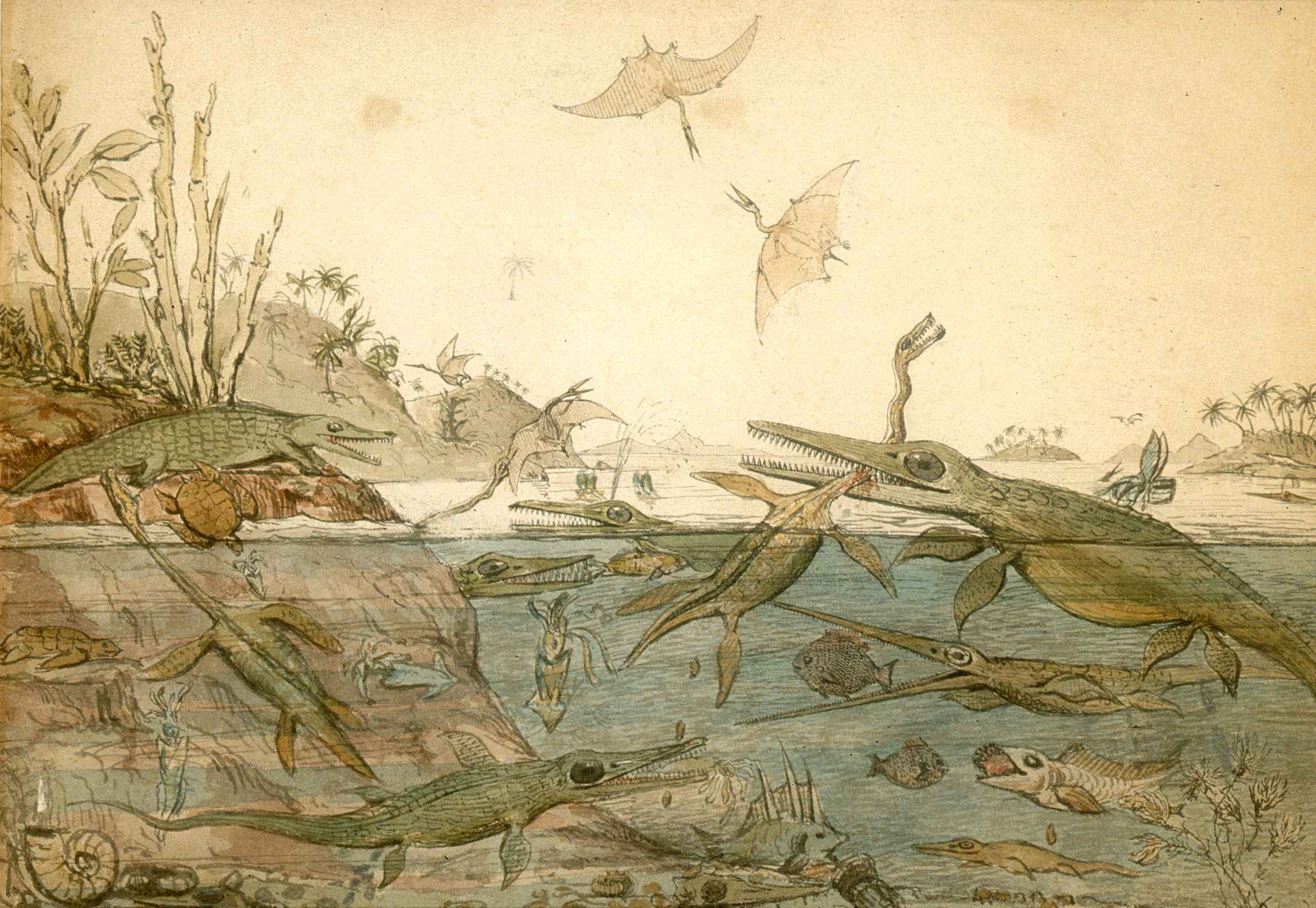
Duria Antiquior – Một bức tranh màu nước mô tả Dorset thời khủng lông, được vẽ năm 1830 bởi Henry De la Beche, dựa trên lời kể của Buckland về những khám phá của Mary Anning

Thợ săn hóa thạch Mary Anning nhận thấy rằng các vật thể bằng đá được gọi là "đá bezoar" thường được tìm thấy ở vùng bụng của xương hoá thạch thuộc loài Thằn lằn cá (ichthyosaur) thuộc thành hệ Lias tại Lyme Regis. Bà cũng lưu ý rằng nếu những viên đá như vậy bị vỡ ra, chúng thường chứa xương và vảy cá hóa thạch, và đôi khi là xương của những con Thằn lằn cá nhỏ. Những quan sát này của Anning đã khiến Buckland đưa ra đề xuất vào năm 1829 rằng những viên đá đó là phân hóa thạch. Ông đã đặt ra cái tên coprolite cho chúng; cái tên này đã trở thành tên gọi chung cho tất cả các loại phân hóa thạch.
Buckland cũng kết luận rằng các dấu hiệu xoắn ốc trên các hóa thạch chỉ ra rằng Thằn lằn cá có các đường vân xoắn ốc trong ruột giống với các đường vân của cá mập hiện đại và một số coprolite này có màu đen vì Thằn lằn cá đã ăn phải túi mực (Ink sac) thuộc bộ belemnite. Ông đã viết một mô tả sống động về chuỗi thức ăn Liassic dựa trên những quan sát này, điều này đã truyền cảm hứng cho Henry De la Beche vẽ Duria Antiquior, bức tranh đầu tiên mô tả một cảnh trong quá khứ xa xôi. Sau khi De le Beche tạo ra một bản in thạch bản dựa trên màu nước gốc của mình, Buckland đã giữ một lượng bản in trong tay để lưu hành trong các bài giảng của mình.  Ông cũng thảo luận về các vật thể tương tự khác được tìm thấy trong các thành tạo khác, bao gồm cả phân linh cẩu hóa thạch mà ông tìm thấy trong Hang Kirkdale.
Buckland đã giúp đỡ và khuyến khích Roderick Murchison trong một vài năm, và vào năm 1831 đã có thể gợi ý một điểm khởi đầu tốt ở Nam Wales cho các nghiên cứu của Murchison về các loại đá bên dưới các tầng thứ cấp liên quan đến niên đại của loài bò sát. Murchison sau đó đặt tên cho các tầng cũ hơn này, được đặc trưng bởi các hóa thạch động vật không xương sống biển, là Silurian, theo tên một bộ lạc đã sống ở khu vực đó nhiều thế kỷ trước. Năm 1832, Buckland chủ trì cuộc họp thứ hai của Hiệp hội khoa học Anh, sau đó được tổ chức tại Oxford.

### Luận thuyết Bridgewater

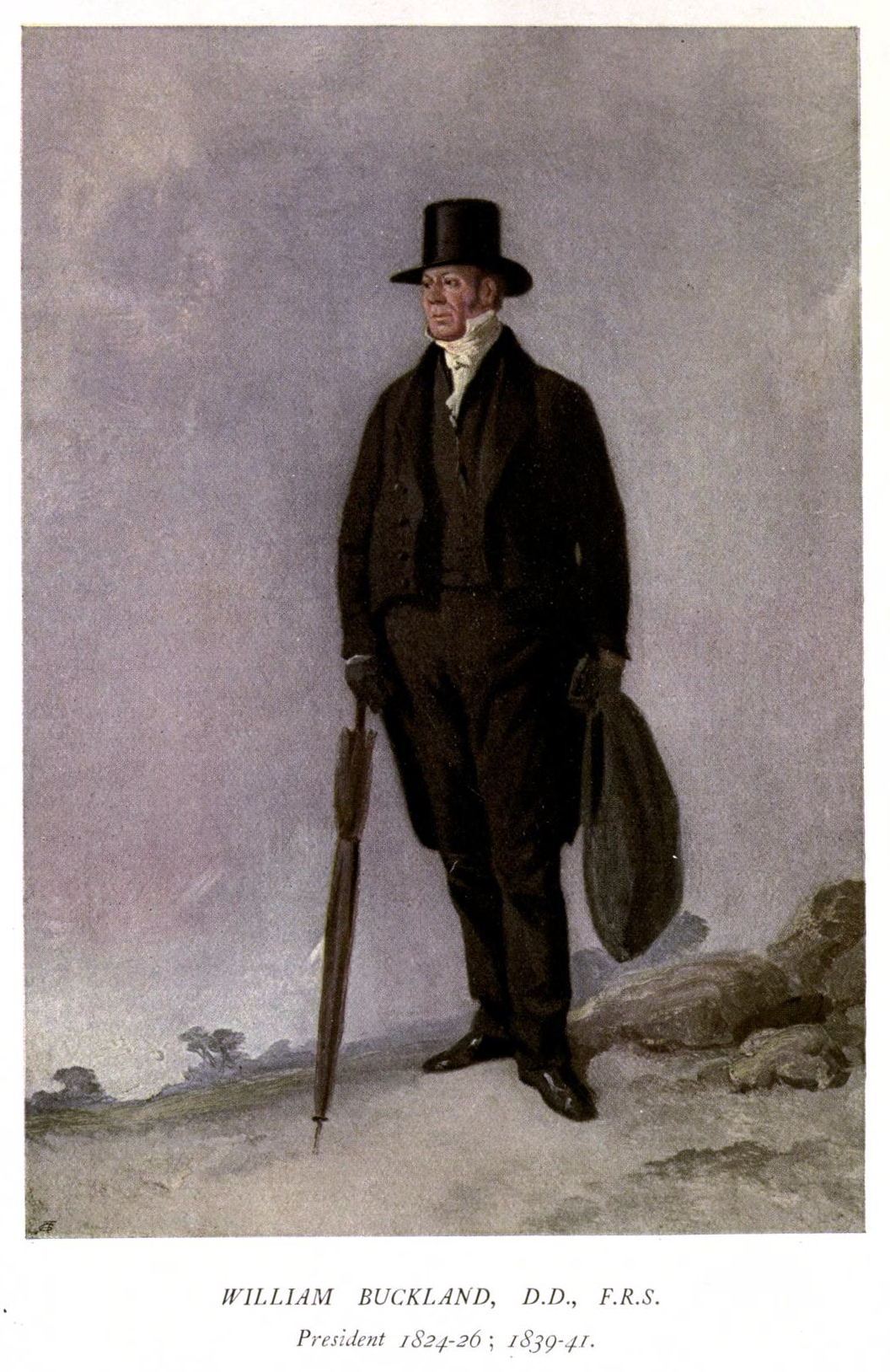
Buckland được vẽ bởi Richard Ansdell

Buckland được giao nhiệm vụ đóng góp một trong tám Luận thuyết Bridgewater, "Về Quyền năng, Trí tuệ và Lòng tốt của Chúa, như được thể hiện trong Sáng thế". Ông đã mất gần 5 năm để viết và được xuất bản vào năm 1836 với tựa đề "Địa chất và Khoáng vật học được xem xét có liên quan đến Thần học Tự nhiên" (Geology and Mineralogy considered with reference to Natural Theology). Tập sách của ông bao gồm một bản tóm tắt chi tiết về các lý thuyết của ông về ngày-tuổi, Chủ nghĩa sáng tạo khoảng cách và một hình thức Chủ nghĩa sáng tạo tiến bộ, trong đó Nguyên lý diễn thế động vật được tiết lộ bởi hồ sơ hóa thạch được giải thích bằng một loạt các sáng tạo thần thánh liên tiếp để giải thích cho việc thiên chúa đã chuẩn bị trái đất cho con người. Trong phần giới thiệu, ông đã đưa ra Luận cứ mục đích bằng cách khẳng định rằng các họ và ngành sinh học là "các cụm của sự sắp đặt":
Hàng ngàn Di tích hóa thạch được tiết lộ bởi các nghiên cứu của Địa chất học đều có xu hướng chứng minh rằng Hành tinh của chúng ta đã từng có sự hiện diện trước khi Tạo ra Loài người, bởi các loài Động vật và Thực vật đã tuyệt chủng, được tạo thành, giống như các Cơ thể hữu cơ sống, từ 'Các cụm của sự sắp đặt', chứng minh cho việc sử dụng Trí thông minh và Sức mạnh phi thường. Chúng cũng cho thấy rằng các dạng Sự sống hữu cơ đã tuyệt chủng này đã liên kết chặt chẽ, theo Sự thống nhất trong các nguyên tắc xây dựng của chúng, với các Lớp, Bộ và họ, tạo nên Vương quốc Động vật và Thực vật hiện có, đến mức chúng không chỉ đưa ra một lập luận có sức mạnh vượt trội, chống lại các học thuyết của Người vô thần và Người đa thần; mà còn cung cấp một chuỗi bằng chứng có liên quan, tương đương với việc chứng minh, về Sự tồn tại liên tục và về nhiều Thuộc tính cao nhất của Một Đức Chúa Trời Hằng Sống và Chân Thật.
Sau khi Charles Darwin trở về từ chuyến đi Beagle, Buckland đã thảo luận với ông về Cự đà đất Galapagos và Cự đà biển. Sau đó, ông đã giới thiệu bài báo của Darwin về vai trò của giun đất trong quá trình hình thành đất để xuất bản, ca ngợi nó là "một lý thuyết mới và quan trọng để giải thích Hiện tượng xảy ra phổ biến trên bề mặt Trái Đất—thực tế là một Sức mạnh Địa chất mới", trong khi bác bỏ chính xác đề xuất của Darwin rằng vùng đất phấn có thể được hình thành theo cách tương tự.

### Thuyết băng hà
Vào thời điểm này, Buckland đã là một người nổi tiếng và có ảnh hưởng trong giới khoa học, đồng thời là bạn của thủ tướng Robert Peel (Đảng Bảo thủ). Hợp tác với Adam Sedgwick và Charles Lyell, ông đã chuẩn bị báo cáo dẫn đến việc thành lập Cục Khảo sát Địa chất Vương quốc Anh.
Sau khi quan tâm đến thuyết của Louis Agassiz, rằng đá mài và đá có vân cũng như các vật liệu vận chuyển, là do các sông băng cổ đại gây ra, ông đã đến Thụy Sĩ vào năm 1838 để gặp Agassiz và tự mình chứng kiến. Ông đã bị thuyết phục và nhớ lại những gì ông đã thấy ở Scotland, xứ Wales và miền bắc nước Anh nhưng trước đây đã quy cho trận Đại hồng thủy. Khi Agassiz đến Anh để tham dự cuộc họp của Hiệp hội Anh tại Glasgow vào năm 1840, họ đã có chuyến đi dài khắp Scotland và tìm thấy bằng chứng về thời kỳ băng hà trước đây. Vào năm đó, Buckland lại trở thành chủ tịch của Hiệp hội Địa chất và mặc dù họ phản ứng thù địch với bài trình bày về thuyết của ông, nhưng giờ đây ông đã tin rằng thời kỳ băng hà là nguồn gốc của phần lớn các trầm tích bề mặt bao phủ nước Anh.
Năm 1845, ông được Thủ tướng Robert Peel bổ nhiệm vào chức vụ Niên trưởng Tu viện Westminster còn trống (ông kế nhiệm Samuel Wilberforce). Ngay sau đó, ông được bổ nhiệm vào chức vụ Islip, gần Oxford, một sự thăng tiến gắn liền với chức vụ giáo trưởng. Với tư cách là Giáo trưởng và người đứng đầu Hội đồng, Buckland tham gia vào việc sửa chữa và bảo dưỡng Tu viện Westminster và thuyết giảng những bài giảng phù hợp cho dân cư nông thôn của Islip, trong khi vẫn tiếp tục giảng về địa chất tại Oxford. Năm 1847, ông được bổ nhiệm làm người ủy thác tại Bảo tàng Anh và năm 1848, ông được Hội Địa chất London trao tặng Huân chương Wollaston.

## Bệnh tật và cái chết
Vào khoảng cuối năm 1850, William Buckland mắc chứng rối loạn ở cổ và não, và qua đời vì căn bệnh này vào năm 1856. Frank Buckland đã nói rằng, một cuộc khám nghiệm tử thi cho thấy "phần gốc hộp sọ mà não nằm trên đó, cùng với hai đốt sống cổ trên, đang trong tình trạng thoái hoá hoặc thối rữa ở giai đoạn nặng. Sự kích ứng... là nguyên nhân đủ để gây ra tất cả các triệu chứng". Frank Buckland cho rằng nguyên nhân cái chết của cả cha và mẹ ông là do một vụ tai nạn nghiêm trọng xảy ra nhiều năm trước.
Khu đất chôn cất William đã được giữ lại, nhưng khi người đào huyệt bắt đầu làm việc, người ta phát hiện ra rằng một mỏm đá vôi rắn chắc từ kỷ Jura nằm ngay dưới mặt đất và phải dùng thuốc nổ để đào. Đây có thể là trò đùa cuối cùng của nhà địa chất học nổi tiếng, gợi nhớ đến bài thơ Ai ca của Richard Whately dành cho Giáo sư Buckland được viết vào năm 1820:
Chúng ta sẽ chôn cất Giáo sư vĩ đại của mình ở đâu

Để hài cốt của ông được yên nghỉ?

Nếu chúng ta đẽo cho ông ấy một ngôi mộ đá

Ông ta sẽ đứng dậy và đập vỡ những viên đá

Và kiểm tra từng tầng đất xung quanh

Vì ông ấy khá thích hợp với thế giới ngầm

Chữ viết tắt tiêu chuẩn của tác giả Buckland được sử dụng để chỉ người này là tác giả khi trích dẫn tên thực vật.

## Những điều lập dị
Buckland thích làm công việc nghiên cứu cổ sinh vật học và địa chất thực địa của mình khi mặc một chiếc áo choàng học thuật. Các bài giảng của ông đáng chú ý vì cách truyền đạt đầy kịch tính. Khi ông giảng bài trong nhà, ông sẽ làm cho bài thuyết trình của mình trở nên sống động bằng cách bắt chước chuyển động của những con khủng long đang được thảo luận. Niềm đam mê quan sát và thử nghiệm khoa học của Buckland đã lan rộng đến ngôi nhà của ông, nơi ông có một chiếc bàn khảm phân hóa thạch của khủng long. Mặt bàn ban đầu được trưng bày tại Bảo tàng Lyme Regis.
Ngôi nhà của William Buckland không chỉ chứa đầy các mẫu vật - động vật cũng như khoáng vật, sống cũng như chết - mà ông còn tuyên bố đã ăn hết cả vương quốc động vật. Những món ăn khó ăn nhất là chuột chũi và ruồi xanh; báo, cá sấu và chuột là một trong những món ăn khác. Buckland được con trai Frank noi theo sở thích này. Có lần, William Buckland đã vô tình ăn phải một phần trái tim được ướp của Vua Louis XIV.

## Di sản
Dorsum Buckland, một rặng núi gồ ghề (wrinkle ridge) trên Mặt Trăng, được đặt theo tên ông. Đảo Buckland (ngày nay được gọi là Ani-Jima), thuộc Quần đảo Bonin (Ogasawara-Jima), được đặt theo tên ông bởi Đại úy Beechey vào ngày 9 tháng 6 năm 1827. Năm 1846, William Buckland là mục sư của Nhà thờ St. Nicholas ở Islip và được tưởng nhớ trên một tấm bảng ở lối đi phía nam của nhà thờ và "Cửa sổ phía Đông" được dành riêng để tưởng nhớ Buckland và vợ ông vào năm 1861. Một tấm bảng được dành riêng cho ông gần ngôi nhà mùa hè của ông tại Old Rectory, The Walk, Islip (ngày 10 tháng 8 năm 2008). Ngoài ra còn có một bức tượng bán thân được thực hiện bởi Henry Weekes đặt ở lối đi phía nam tại Tu viện Westminster.
Năm 1972, nhà thực vật học Heikki Roivainen đã đặt ra chi Bucklandiella, một chi rêu trong họ Grimmiaceae, được đặt tên để vinh danh ông. Buckland Peaks ở dãy Paparoa của New Zealand được đặt theo tên ông.
Ngôi làng Buckland của người Iñupiat (tiếng Inupiaq: Nunatchiaq) ở Quận Northwest Arctic của tiểu bang Alaska lấy tên tiếng Anh theo tên của William Buckland, được sĩ quan Hải quân Hoàng gia Frederick William Beechey đặt tên vào năm 1826.